# Scottish League Two 2019-2020
La Scottish League Two 2019-2020 è stata la 26ª edizione del torneo e ha rappresentato la quarta categoria del calcio scozzese.
La stagione è iniziata il 3 agosto 2019 e doveva concludersi il 2 maggio 2020. Il 13 marzo 2020 tutti i campionati della SPFL sono stati sospesi a tempo indeterminato a causa della pandemia di COVID-19. L'8 aprile, con la continua pandemia, il consiglio di amministrazione della SPFL ha proposto di ridurre la stagione e di utilizzare i punti per partita guadagnati da ciascuna squadra fino ad oggi come classifica finale. Il piano è stato approvato il 15 aprile, assegnando il titolo al Cove Rangers.

## Squadre partecipanti
| Squadra         | Città         | Stadio              | Posizione 2018-2019                                              |
| --------------- | ------------- | ------------------- | ---------------------------------------------------------------- |
| Albion Rovers   | Coatbridge    | Cliftonhill Stadium | 9º posto                                                         |
| Annan Athletic  | Annan         | Galabank Stadium    | 4º posto                                                         |
| Brechin City    | Brechin       | Glebe Park          | 10º posto in Scottish League One 2018-2019                       |
| Cove Rangers    | Aberdeen      | Balmoral Stadium    | Vincitore Highland Football League 2018-2019, vincitore play-off |
| Cowdenbeath     | Cowdenbeath   | Central Park        | 6º posto                                                         |
| Edinburgh       | Edimburgo     | Meadowbank Stadium  | 3º posto                                                         |
| Elgin City      | Elgin         | Borough Briggs      | 8º posto                                                         |
| Queen's Park    | Glasgow       | Hampden Park        | 7º posto                                                         |
| Stenhousemuir   | Stenhousemuir | Ochilview Park      | 9º posto in Scottish League One 2018-2019, perdente play-out.    |
| Stirling Albion | Stirling      | Forthbank Stadium   | 5º posto                                                         |

## Classifica finale
|  | Pos. | Squadra         | MP   | Pt | G  | V  | N | P  | GF | GS | DR  |
|  | ---- | --------------- | ---- | -- | -- | -- | - | -- | -- | -- | --- |
|  | 1.   | Cove Rangers    | 2.43 | 68 | 28 | 22 | 2 | 4  | 76 | 34 | +42 |
|  | 2.   | Edinburgh       | 2.04 | 55 | 27 | 17 | 4 | 6  | 49 | 28 | +21 |
|  | 3.   | Elgin City      | 1.54 | 43 | 28 | 12 | 7 | 9  | 48 | 34 | +14 |
|  | 4.   | Cowdenbeath     | 1.52 | 41 | 27 | 12 | 5 | 10 | 37 | 35 | +2  |
|  | 5.   | Queen's Park    | 1.43 | 40 | 28 | 11 | 7 | 10 | 37 | 35 | +2  |
|  | 6.   | Stirling Albion | 1.29 | 36 | 28 | 10 | 6 | 12 | 34 | 35 | −1  |
|  | 7.   | Annan Athletic  | 1.15 | 31 | 27 | 9  | 4 | 14 | 33 | 54 | −21 |
|  | 8.   | Stenhousemuir   | 1.04 | 29 | 28 | 7  | 8 | 13 | 32 | 48 | −16 |
|  | 9.   | Albion Rovers   | 0.92 | 24 | 26 | 6  | 6 | 14 | 37 | 51 | −14 |
|  | 10.  | Elgin City      | 0.63 | 17 | 27 | 4  | 5 | 18 | 31 | 60 | −29 |

Legenda:

      Campione di League Two e promossa in League One
Note:

Tre punti a vittoria, uno a pareggio, zero a sconfitta.